# Saint-Hilaire-Cottes
Saint-Hilaire-Cottes är en kommun i departementet Pas-de-Calais i regionen Hauts-de-France i norra Frankrike. Kommunen ligger i kantonen Norrent-Fontes som tillhör arrondissementet Béthune. År 2022 hade Saint-Hilaire-Cottes 823 invånare.

## Befolkningsutveckling
Antalet invånare i kommunen Saint-Hilaire-Cottes
| Referens: INSEE |